# Francesco Paolo Palizzi
Francesco Paolo Palizzi (Vasto, 16 aprile 1825 – Napoli, 16 marzo 1871) è stato un pittore italiano.

## Biografia

### Giovinezza
Francesco Paolo Palizzi era l'ottavo figlio di Antonio Palizzi e di Doralice Del Greco. Tutti i loro nove figli erano portati per l'arte (tranne Camillo, appassionato di meccanica), per questo in paese la famiglia Palizzi era detta delle "nove Muse". Il padre, avvocato, ma anche impiegato e insegnante di lettere, cercò di indirizzare i figli verso lo studio. Anche col consenso della madre, il clima in casa Palizzi era simile a quello di una "grande officina", dove si esercitavano scultura, pittura, meccanica e altre attività gradite ai ragazzi. È lo stesso Filippo a raccontare gli scatti d'ira del padre, che tuttavia non riuscirono a tenere lontani i fratelli dalle loro operose attività. Importante, nella formazione dei fratelli Palizzi, fu anche uno zio materno, che conduceva spesso i ragazzi a far visita ad un artista popolare, scultore di presepi, il quale ebbe senz'altro un grande impatto sulla giovane mente di Francesco Paolo Palizzi.

### Napoli e l'Accademia di belle arti
Nel 1845 Francesco Paolo Palizzi si trasferì a Napoli, per iscriversi all'Accademia di belle arti di Napoli. Qui divenne allievo di Camillo Guerra, che lo introdusse alla pittura di storia. Di questo periodo risale La guarigione del cieco di Gerico, che donò nel 1853 alla chiesa di San Pietro a Vasto e che, dopo la frana del 1956, è conservato nella Pinacoteca civica di Vasto. Ben presto si orientò verso il paesaggio, soprattutto verso la natura morta, seguendo l'esempio di Gennaro Guglielmi, suo maestro. Studiò la natura morta sei-settecentesca di artisti quali Paolo Porpora, Giuseppe Recco e Giovan Battista Ruoppolo, sebbene fosse attratto, non tanto dalle loro composizioni barocche, quanto dal rigore e dalla semplicità dei dipinti di Giacomo Nani o di Luca Forte che, a loro volta, avevano seguito la tradizione caravaggesca.
Negli anni di formazione Francesco Paolo fu influenzato anche dal fratello Filippo, come si può notare osservando alcune opere, conservate in collezioni private (Pennuti nell'aia e All'abbeverata) oppure presso la Galleria dell'Accademia di belle arti di Napoli (Sull'aia e Monaca). Con il passare del tempo egli risentì anche dell'esempio delle opere dell'altro fratello, Nicola, da cui sembra che abbia assorbito una pittura capace di rinnovare il genere della natura morta.

### Trasferimento a Parigi e morte
Nel 1856 si recò a Lanciano, per motivi di lavoro e nel 1857 decise di raggiungere il fratello Giuseppe a Parigi. Qui, insieme a Giuseppe, si dedicò alla tematica del paesaggio. Durante la permanenza parigina inviò a Napoli un dipinto, La vieille bonne - che Francesco Netti giudicò opera «finemente dipinta e molto giusta d'intonazione». - per la mostra della Promotrice napoletana del 1864. Partecipò, con i fratelli Filippo e Giuseppe, all'Esposizione Universale di Parigi del 1867. Nell'evoluzione delle sue opere risultò determinante la conoscenza della pittura di Jean-Baptiste-Siméon Chardin.
Rientrato in Italia, nel 1870, in seguito alla guerra tra la Francia e la Prussia, fu colto da improvvisa malattia e morì a Vasto nel 1871.

### Opere
Parte della sua produzione è andata perduta. Dalla Francia era riuscito a portare con sé solo una parte delle sue opere, che saranno donate dal fratello Filippo alla Galleria dell'Accademia di belle arti di Napoli. Alcune delle sue nature morte, come Pentole di rame e Paiolo con gamberi, sono documentate solo in fotografia.
La morte prematura è all'origine della limitata attenzione che gli è stata riservata dalla critica. Gli studiosi più accorti, nel secondo dopoguerra, lo hanno rivalutato. Raffaello Causa lo inserì nella mostra La natura morta italiana, 1964, al Palazzo reale di Napoli.
Molte sue opere, insieme a quelle dei fratelli Filippo e Francesco Paolo, sono conservate nella Galleria d'arte moderna "F. Palizzi" nei musei civici del palazzo d'Avalos a Vasto

#### Opere all'Accademia di belle arti di Napoli
Le sue opere più significative sono conservate alla Galleria dell'Accademia di Napoli, in gran parte quale donazione del fratello Filippo, nel 1898.
Oli su tela: Natura morta di beccacce, 50x40 cm; Natura morta di crostacei, 41,5x33 cm; Natura morta di pernici e anatre, 70,5x54 cm; Arancio mondato, 32x33,5 cm (con dedica a Giacinto Gigante); Natura morta con lepri, 114x83 cm; Cacciagione, 64x37 cm; Monete, 28x18,5 cm; Natura morta con ostriche e bicchieri, 65x39 cm (in deposito alla Galleria d'arte moderna e contemporanea - Roma); Natura morta con funghi, 41x33 cm; Natura morta con fiori, 40x32 cm (in deposito al Museo nazionale di Capodimonte); Natura morta con cacciagione, 40x32 cm in deposito al Museo nazionale di Capodimonte); Spiaggia di Dieppe, 31,5x21,5 cm. Olio su tavola Guardiana di tacchini,14x10,5 cm. Olio su cartone Monaca, 47x54 cm.

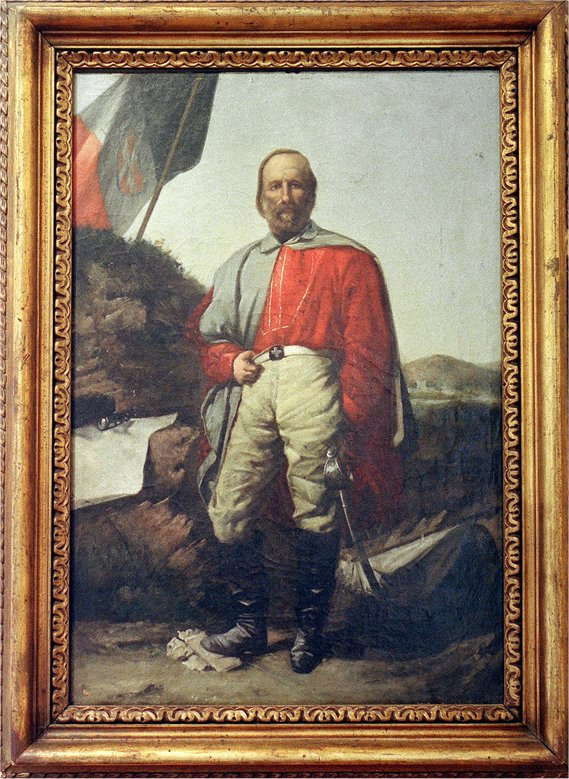
1860, Ritratto di Giuseppe Garibaldi, Museo centrale del Risorgimento al Vittoriano

#### Opere in chiese e musei
- 1850, Ostriche, Museo di Villa Pignatelli, Napoli[12]
- Natura morta con zampa di cinghiale, Pinacoteca di Vasto[13]
- 1853, Il cieco di Gerico, Musei di palazzo d'Avalos - Vasto[14]
- 1855, Santa Cordula condotta al martirio, Chiesa di Santa Chiara, Lanciano[15]
- 1855, Madonna Addolorata, Chiesa di Santa Chiara, Lanciano[15]
- 1855, San Francesco Saverio che prega per gli indiani d'Oriente, Chiesa di Santa Chiara, Lanciano[15]
- 1860, Ritratto di Giuseppe Garibaldi, Museo Centrale del Risorgimento di Roma, al Vittoriano[16]

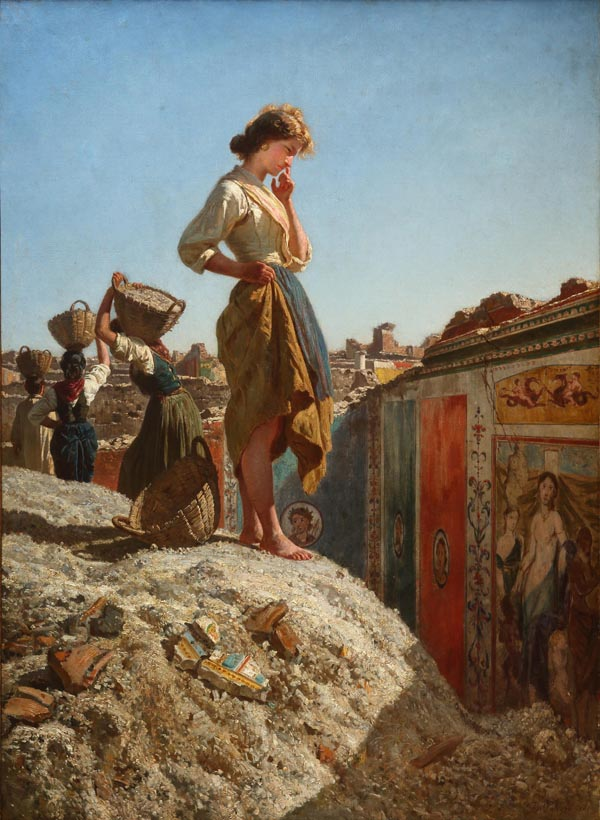
1865, Fanciulla negli scavi di Pompei (parete blu)

### Dal Web
- Luigi Anelli, Ricordi di storia vastese, su vastospa.it, Arte della stampa, 1982  [1885], SBN MOL0181635. URL consultato il 12 dicembre 2016.
- Giuseppe Catania, Arte: "Scavi di Pompei", una versione di Filippo e l'altra di Francesco Paolo Palizzi, su noivastesi.blogspot.it, Blog Noi Vastesi di Nicola D'Adamo. URL consultato il 28 gennaio 2017.
- Giuseppe Catania, Famiglia Palizzi: 9 figli, 4 famosi. I pittori GIUSEPPE, FILIPPO, NICOLA, F.PAOLO PALIZZI, su noivastesi.blogspot.it, Blog Noi Vastesi di Nicola D'Adamo. URL consultato il 28 gennaio 2017.
- Lino Spadaccini, Francesco Paolo Palizzi e il suo "Cieco di Gerico", su noivastesi.blogspot.it, Blog Noi Vastesi di Nicola D'Adamo. URL consultato il 28 gennaio 2017.
- Mariantonietta Picone Petrusa, PALIZZI, Francesco Paolo, su treccani.it. URL consultato il 28 gennaio 2017.